# Billingham Cup 1973
Il Billingham Cup 1973 è stato un torneo di tennis giocato sull'erba. È stata la 3ª edizione del torneo, che fa parte dei Tornei di tennis femminili indipendenti nel 1973. Si è giocato a Billingham in Gran Bretagna, dal 6 al 12 novembre 1973.

## Campionesse

### Singolare
Virginia Wade ha battuto in finale  Nathalie Fuchs con il punteggio di 6–0, 6–2

### Doppio
Marita Redondo /  Virginia Wade hanno battuto in finale  Glynis Coles /  Sharon Walsh con il punteggio di 6–7, 6–3, 6–2